# Gimnazija Lucijana Vranjanina
Gimnazija Lucijana Vranjanina u Zagrebu, poznata i kao Lucijanka, javna je gimnazija. Nalazi se na Trgu hrvatskih pavlina, u gradskoj četvrti Stenjevec, u kvartu Malešnica. Škola ima 4 razreda općeg programa i 3 razreda prirodoslovno-matematičkog programa. Od 2019. godine više ne postoji jezični program. Ime je dobila po arhitektu Lucijanu Vranjaninu.

## Programi
Gimnazija trenutno održava nastavu za dva gimnazijska usmjerenja odnosno programa: opći i prirodoslovno-matematički smjer.
Tablica s brojem sati po predmetu ovisno o upisanom programu.
| Program                 | Opći | Opći  | Opći   | Opći  | Prirodoslovno-matematički | Prirodoslovno-matematički | Prirodoslovno-matematički | Prirodoslovno-matematički |
| Nastavni predmet        | ⠀I.⠀ | ⠀II.⠀ | ⠀III.⠀ | ⠀IV.⠀ | I.                        | II.                       | III.                      | IV.                       |
| ----------------------- | ---- | ----- | ------ | ----- | ------------------------- | ------------------------- | ------------------------- | ------------------------- |
| Hrvatski jezik          | 4    | 4     | 4      | 4     | 4                         | 4                         | 4                         | 4                         |
| 1. strani jezik         | 3    | 3     | 3      | 3     | 3                         | 3                         | 3                         | 3                         |
| 2. strani jezik         | 2    | 2     | 2      | 2     | 2/0                       | 2/0                       | 2/0                       | 2/0                       |
| Latinski jezik          | 2    | 2     | -      | -     | 2                         | 2                         | -                         | -                         |
| Glazbena umjetnost      | 1    | 1     | 1      | 1     | 1                         | 1                         | -                         | -                         |
| Likovna umjetnost       | 1    | 1     | 1      | 1     | 1                         | 1                         | -                         | -                         |
| Psihologija             | -    | 1     | 1      | -     | -                         | -                         | 1                         | -                         |
| Logika                  | -    | -     | 1      | -     | -                         | -                         | 1                         | -                         |
| Filozofija              | -    | -     | -      | 2     | -                         | -                         | -                         | 2                         |
| Sociologija             | -    | -     | 2      | -     | -                         | -                         | 1                         | -                         |
| Povijest                | 2    | 2     | 2      | 3     | 2                         | 2                         | 2                         | 2                         |
| Zemljopis               | 2    | 2     | 2      | 2     | 2                         | 2                         | 2                         | 2                         |
| Matematika              | 4    | 4     | 3      | 3     | 4/6                       | 4/6                       | 5/7                       | 5/7                       |
| Fizika                  | 2    | 2     | 2      | 2     | 3                         | 3                         | 3                         | 3                         |
| Kemija                  | 2    | 2     | 2      | 2     | 2                         | 2                         | 2                         | 2                         |
| Biologija               | 2    | 2     | 2      | 2     | 2                         | 2                         | 2                         | 2                         |
| Informatika             | 2    | -     | -      | -     | 2                         | 2                         | 2                         | 2                         |
| Politika i gospodarstvo | -    | -     | -      | 1     | -                         | -                         | -                         | 1                         |
| TZK                     | 2    | 2     | 2      | 2     | 2                         | 2                         | 2                         | 2                         |
| Vjeronauk / Etika       | 2    | 1     | 1      | 1     | 1                         | 1                         | 1                         | 1                         |
| Izborni predmet         | -    | 2     | 2      | 2     | -                         | -                         | -                         | -                         |

Učenici koji pohađaju prirodoslovno-matematički program mogu birati između 3 opcije: Napredni 2. strani jezik, početni 2. strani jezik ili dodatne sate matematike bez učenja 2. stranog jezika.
Početno sa šk. god. 2018./2019. više se ne upisuju novi učenici u jezični smjer, a dodan je još jedan matematički razred.

## Nakladništvo
Škola izdaje učenički list Vranec. Objavljeno je i nekoliko ljetopisa škole.
Ljetopisi
- Dujmović-Markusi, Dragica i Medak, Milica (ur.): Ljetopis Gimnazija Lucijana Vranjanina, Zagreb : 1990.-2020., Gimnazija Lucijana Vranjanina: Zagreb, 2022. ISBN 9789539536921
- Medak, Milica (ur.): Ljetopis : Gimnazija Lucijana Vranjanina, Zagreb : 1990.-2010., Gimnazija Lucijana Vranjanina: Zagreb, 2011., ISBN 9789539536914
- Medarac, Gordana (ur.): Ljetopis : Gimnazija Lucijana Vranjanina, Zagreb : 1990.-2005., Gimnazija Lucijana Vranjanina: Zagreb, 2006., ISBN 9539536901

## Poznati učenici
- Helena Vuković, judašica

## Vanjske poveznice
- Službene stranice
  - stare službene stranice  Arhivirana inačica izvorne stranice od 1. listopada 2019. (Wayback Machine)
- Gimnazija Lucijana Vranjanina na srednja.hr
- Vranec Školski godišnjak, br. 21 (siječanj 2018.)
- Vranec Školski godišnjak, br. 22 (siječanj 2019.)